# St. Antonius (Müllenborn)

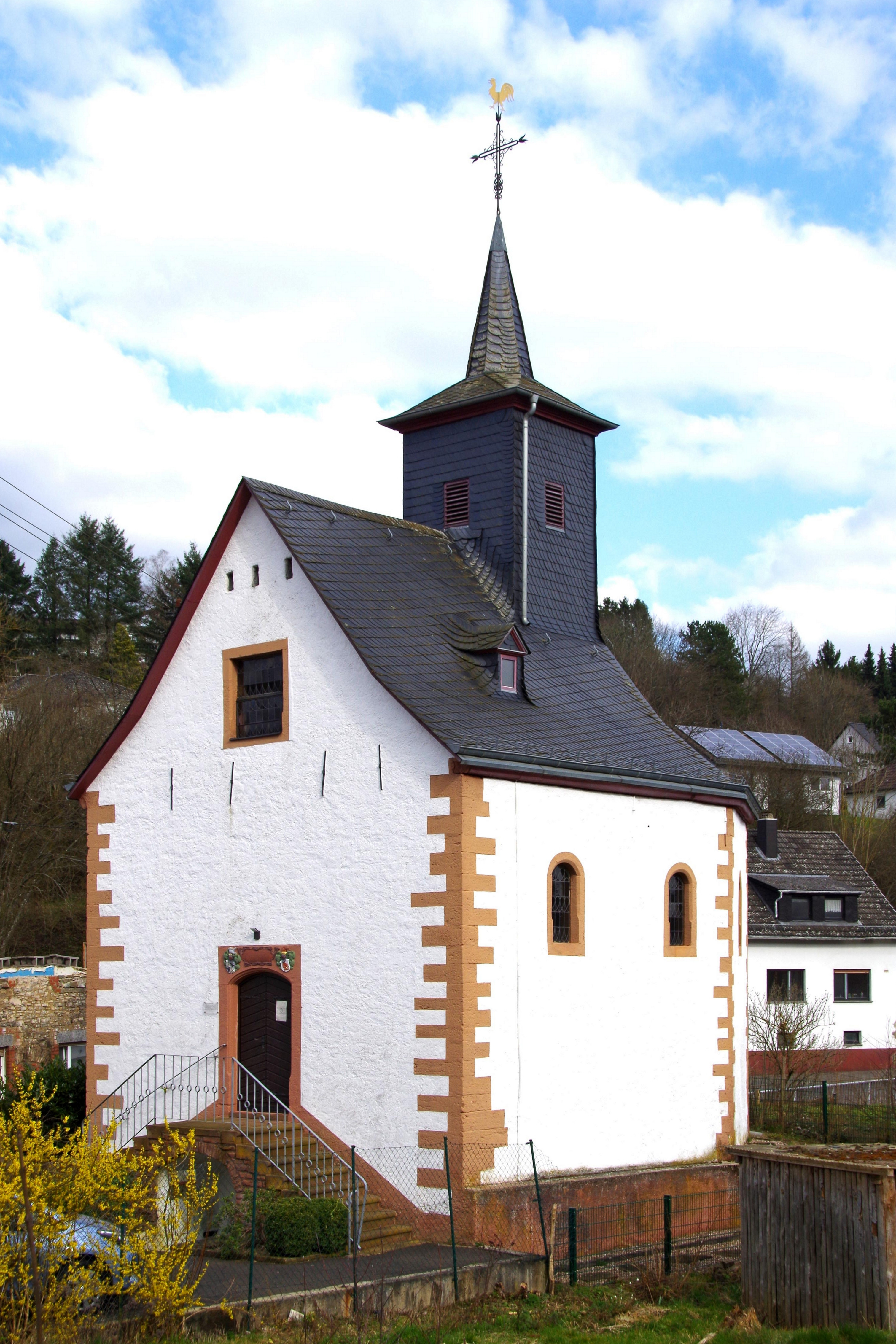
St. Antonius (Gerolstein-Müllenborn)

Die Kirche St. Antonius ist die römisch-katholische Filialkirche von Müllenborn (Ortsteil von Gerolstein) im Landkreis Vulkaneifel in Rheinland-Pfalz. Sie gehört zur Pfarrei Roth in der Pfarreiengemeinschaft Gerolsteiner Land im Bistum Trier.

## Geschichte
Das Baujahr 1682 ist durch eine Inschrifttafel der Stifter, die Eheleute Reitmeister Johann Carl von Coels und Martha Dorothea Bolen, am Westportal bezeugt. Es handelt sich um einen zweiachsigen unterkellerten Saalbau (samt Dachreiter und Empore), der mit Chor 9 × 4,5 Meter misst. Die Antonius von Padua geweihte Kapelle wurde 2005 renoviert.

## Ausstattung
Im Zentrum des Säulenaltars steht die Figur des heiligen Antonius im Franziskanergewand. In der linken Hand hält er die aufgeschlagene Bibel, auf der segnend der nur spärlich bekleidete Jesusknabe steht und seinerseits in der linken Hand die Weltkugel hält. Flankiert wird die Figur von den heiligen Josef von Nazareth und Johannes der Täufer. Im oberen Altarteil befindet sich eine Figur der Muttergottes.